# دي دي تي في نيوزيلندا
حُظر استخدام الـدي.دي.تي في نيوزيلندا في عام 1989 بسبب التأثيرات البيئية السلبية.

## دي دي تي
دي دي تي هو مبيد حشري عضوي كلوري لا يوجد بشكل طبيعي. هو ملوث عضوي ثابت (POP) له نصف عمر من 2-15 سنة. أثيرت مخاوف بشأن استخدامه في الأربعينيات من القرن الماضي، لكن أدى نشر كتاب راتشيل كارسون الربيع الصامت إلى حظر مادة الـ دي.دي.تي. حظرت مادة الـ دي.دي.تي لأول مرة في المجر في عام 1968 ثم في النرويج والسويد في عام 1970 والولايات المتحدة في عام 1972 والمملكة المتحدة في عام 1984.

## الاستخدام
استخدم الـ دي.دي.تي على نطاق واسع للاستخدام الزراعي في الخمسينيات والستينيات من القرن الماضي للسيطرة على يرقة العشب وعثة البورنا. كما استخدم في المروج وحدائق السوق. استخدم حوالي 500 طن سنويًا بحلول عام 1959. بحلول سبعينيات القرن الماضي، قييد استخدامه وحظر في عام 1989.

## بقايا
كانت هناك أدلة متزايدة، خاصة في السبعينيات، على وجود بقايا مادة الـ دي.دي.تي في الكائنات المائية بما في ذلك التراوت والثعابين.
احتوت بعض مزارع كانتربري وساوثلاند على مستويات مرتفعة من مادة الـ دي.دي.تي وتضمن برنامج تديره وزارة الزراعة أن اللحوم ومنتجات الألبان المصدرة بها مستويات منخفضة من هذه المخلفات. خلال فترات الجفاف، تبتلع الحيوانات التربة لأن العشب أقصر وبذلك تدخل مادة الـ دي.دي.تي جسم الحيوان. في الثمانينيات من القرن الماضي، كانت نسبة 40٪ من الحملان في كانتربري، وهي منطقة تنخفض فيها معدلات هطول الأمطار وحالات الجفاف العرضية، تحتوي على مستويات من مادة الـ دي.دي.تي أعلى من الحد المسموح به في الاتحاد الأوروبي ولكنها لا تزال مقبولة في ظل حدود التسامح الآمنة لنيوزيلندا.
كانت مابوا واحدة من أكثر المواقع تلوثًا في نيوزيلندا بسبب بقايا مبيدات الآفات في التربة من مصنع لم يعد موجودًا الآن. في الأربعينيات من القرن الماضي، كان ينتج المصنع الزئبق العضوي ومبيدات الآفات الكلورية العضوية، بما في ذلك DDT وDDD وdieldrin و2،4-D والباراكوات. أغلق المصنع في عام 1988 وتعرض الموقع لعملية تنظيف كبيرة في العقد الأول من القرن الحادي والعشرين.
عُثر على مادة الـ دي.دي.تي أيضًا في الدلفين المهددة بالانقراض التي تعيش في المناطق الساحلية في نيوزيلندا.

## اتفاقية ستوكهولم
وقعت حكومة نيوزيلندا وصدقت على اتفاقية ستوكهولم التي تتحكم في إنتاج واستخدام مبيدات الآفات العضوية الثابتة، وبالتالي تشمل الـ دي.دي.تي. ودخلت إلى القانون في 23 ديسمبر 2004. تقيد المادة 3.1 (ب) من الاتفاقية إنتاج واستخدام الـ دي.دي.تي ولكن نظرًا لعدم وجود نية لاستخدام الـ دي.دي.تي في نيوزيلندا، فلا يوجد أي إجراء مطلوب بموجب الاتفاقية.